# Ruthard (Corvey)
Ruthard († 1074) (auch Rothardus, Ruthardus) war von 1046 bis 1050 Abt des Klosters Corvey und danach von 1059 bis 1072 Abt von Hersfeld.

## Leben
Ruthard war adeliger Herkunft und galt als gelehrter und beredter Mann. Er war ein hervorragender Prediger, soll die Regula Benedicti aber etwas lässiger befolgt haben, als es üblich war.
Nach dem Tod seines Vorgängers wurde Ruthard nicht vom König eingesetzt, sondern vom Konvent in Anwesenheit Heinrichs III. gewählt. Nach seiner Wahl begleitete er den König nach Dortmund. Er erhielt eine Urkunde über die Pflichten der Vasallen und Ministerialen des Stifts. Ruthard war bei der feierlichen Weihe der Marienkirche in Goslar anwesend. Er machte Corvey reiche und wertvolle Geschenke. 
Nachdem ihm schwere Verfehlungen vorgeworfen wurden, deren Natur jedoch unklar ist, wurde Ruthard seines Amtes enthoben. Allerdings erwies er sich als unschuldig. 
Später wurde er in Hersfeld als Nachfolger von Meginher Abt. Er war maßgeblich an der Förderung der Klosterschule beteiligt. Er setzte auch den Neubau der Hersfelder Klosterkirche fort, musste allerdings einige Güter zu Gunsten von Graf Werner von Hessen, einen Vertrauten von Heinrich IV. abtreten. Sie kamen aber später an das Kloster zurück. Vom Kaiser erhielt er den Ort Mertenfeld im Eichsfeld. Auch kam zu seiner Zeit die Lehnsherrschaft über die Grafen von Waldenstein bei Homberg zum Besitz Hersfelds hinzu.
Er entsandte Lambert von Hersfeld in die Klöster Siegburg und Saalfeld, um dort die Reformen zu studieren, die kurz zuvor Anno II. von Köln zur Hebung der Klosterzucht eingeführt hatte. Nach der Rückkehr äußerte sich Lambert eher skeptisch über das Erfahrene. Die dortigen Regeln würden den Mönchen zu große Lasten aufbürden.
Ruthard erkrankte schwer. Weil er die Krankheit für tödlich hielt, trat er von seinem Amt zurück und empfahl Hartwig von Hersfeld als Nachfolger. Er starb einige Zeit später.